# Un amore di Gide
Un amore di Gide è un film del 2008 diretto da Diego Ronsisvalle

## Trama
Danielle Russo, una giovane giornalista, viene inviata a Taormina dal suo giornale, la Nouvelle Revue Litteraire, per un reportage. La sua inchiesta ha come oggetto il soggiorno di Truman Capote del 1950.  Insieme ad un giornalista del luogo, si troverà ad indagare su un oscuro fatto di cronaca nera avvenuto a quei tempi. Protagonisti di tale circostanza furono un gruppo di ben noti intellettuali: gli scrittori André Gide e Truman Capote, il coreografo Jack Dunphy, la miliardaria e collezionista d'arte Peggy Guggenheim, il regista Jean Cocteau e l'attore Jean Marais.

## La realizzazione
Il film è stato realizzato in pellicola ed ha la particolarità di unire alle normali riprese delle scene ambientate in epoca attuale, interi spezzoni d'archivio che illustrano la Taormina degli anni cinquanta.